# Estação Ferroviária de Vila Meã
A estação ferroviária de Vila Meã (nome anteriormente grafado como "Villa", por vezes hifenizado) é uma interface da Linha do Douro, que serve a localidade de Vila Meã, no Distrito do Porto, em Portugal.

## Descrição

### Localização e acessos
Situa-se na localidade de Vila Meã, tendo acesso pela Rua 5 de Outubro.

### Infraestrutura
Esta interface apresenta duas vias de ciculação, identificadas como I e II, com comprimentos de 263 e 330 m e eletrificadas em toda a sua extensão, ambas acessíveis por plataforma, de 150 m de comprimento e 90 cm de altura; existe ainda uma via secundária, identificada como III, com apenas 80 m e não eletrificada. O edifício de passageiros situa-se do lado poente da via (lado direito do sentido ascendente, para Barca d’Alva).

### Serviços
Em dados de 2023, esta interface é servida por comboios de passageiros da C.P. de tipo urbano no serviço “Linha do Marco”, tipicamente com 19 circulações diárias em cada sentido entre Porto-São Bento e Marco de Canaveses, e de tipo regional, com uma circulação diária em cada sentido entre Porto-São Bento e Régua.

## História

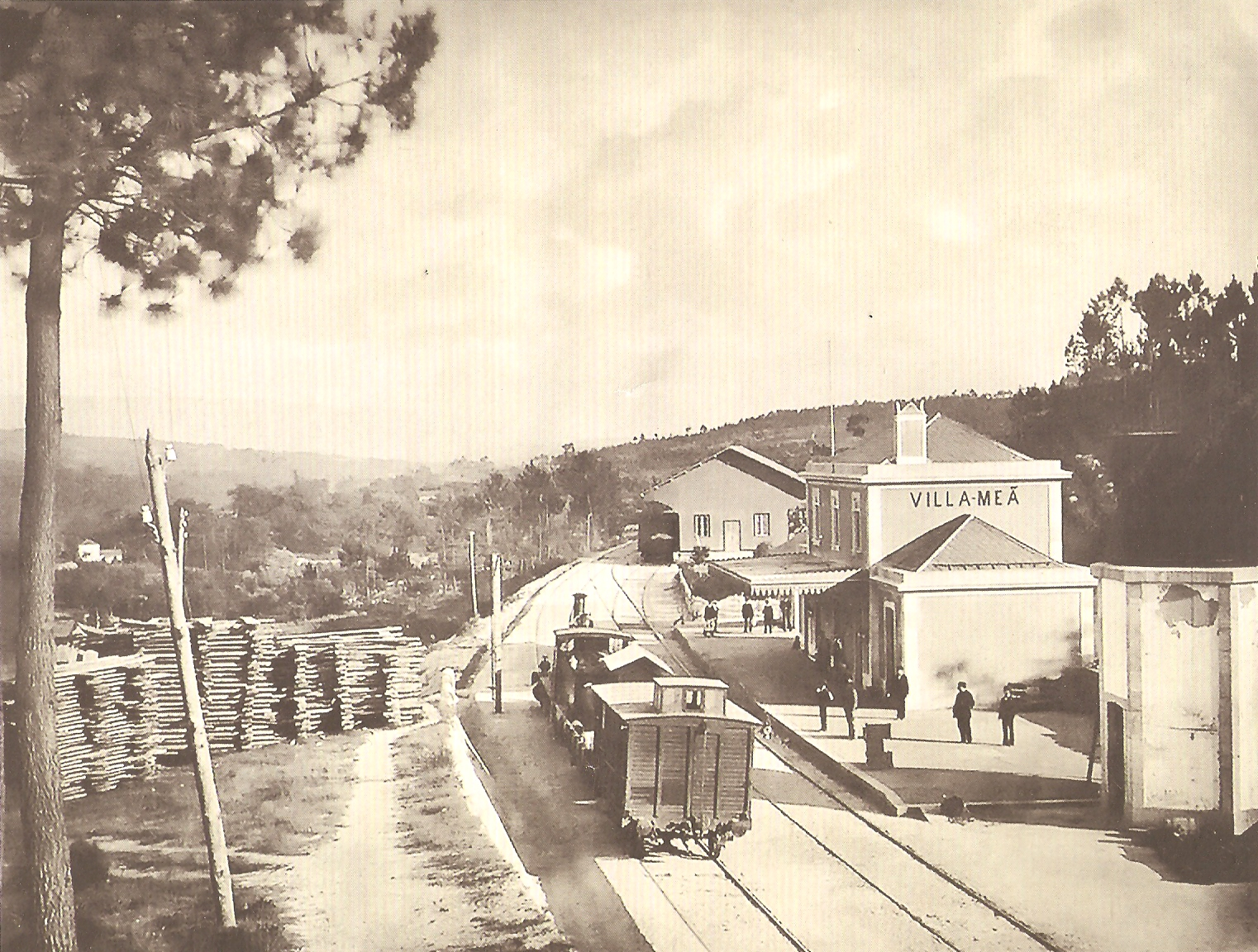
Vista da estação, em finais da década de 1880 (foto de Emílio Biel).

Esta gare situa-se no troço entre Caíde e Juncal da Linha do Douro, que foi inaugurado em 15 de Setembro de 1878.
Em Julho de 1902, a estação foi uma das contempladas num programa de descontos nos bilhetes até ao Porto (São Bento e Campanhã), no âmbito de uma exposição no Palácio de Cristal.
Em 1933, a Comissão Administrativa do Fundo Especial de Caminhos de Ferro aprovou o calcetamento do cais de Vila Meã.
No XI Concurso das Estações Floridas, organizado em 1952 pela Companhia dos Caminhos de Ferro Portugueses e pela Repartição de Turismo do Secretariado Nacional de Informação, esta estação recebeu uma menção honrosa, e um prémio de persistência, por ter sido galardoada com a menção honrosa em anos seguidos ou alternados.

Em Janeiro de 2011, esta interface dispunha de duas vias de circulação, ambas com 350 m, e duas plataformas, com 135 e 205 m de comprimento e 30 cm de altura — valores mais tarde ampliados para os atuais.